# Saruya Airlines Flight FER

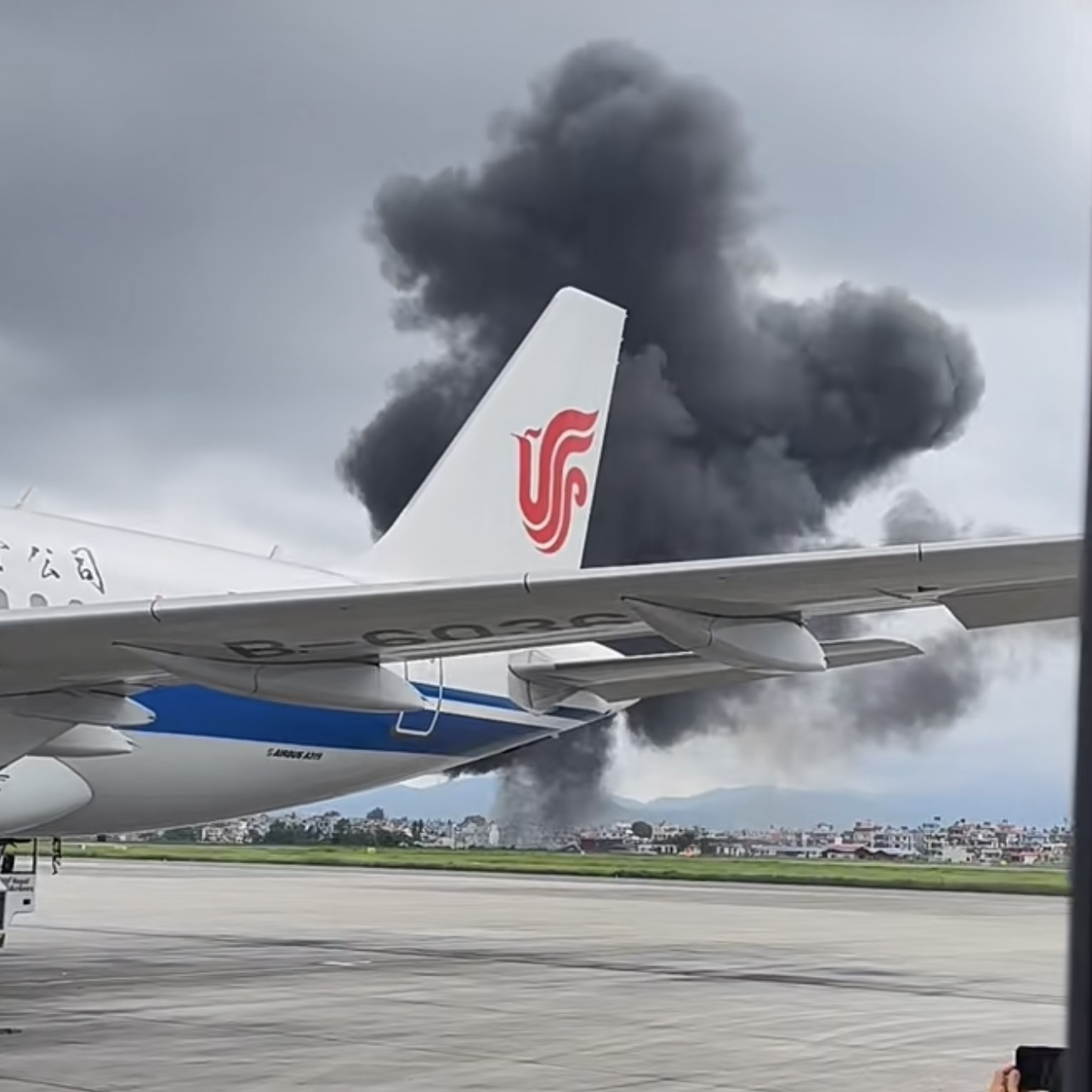
Rökpelare efter olyckan.

Saurya Airlines Flight FER var en färjeflygning mellan Kathmandus internationella flygplats och Pokharas internationella flygplats som ägde rum den 24 juli 2024. Flygplanet, en Bombardier CRJ-200 tillverkad år 2003 av Bombardier var registrerat 9N-AME.
Planet havererade omedelbart efter start på grund av en överstegring.

## Bakgrund
Saruya Airlines är ett mindre regionalt flygbolag som varit verksamt i Nepal sedan 2014. Denna flygning var en färjeflygning, eftersom flygplanet behövde repareras och bättre möjligheter fanns i Pokhara. Flygplanet hade stått på marken i 37 dagar i Kathmandu innan olycksflygningen, och underhållsarbetet var planerat till dagen efter, den 25 juli.
19 personer var ombord på planet, varav två piloter, sexton mekaniker och av någon anledning ett barn. 18 av individerna var av nepalesiskt ursprung, medan en av mekanikerna härstammade från Jemen, Aref Reda. Enligt källor var han närvarande i förarkabinen under olyckan, troligen för att övervaka flygplanets prestation, då en Bombardier CRJ normalt bara kräver två piloter.
Kapten Manish Shakya var 36 gammal vid tidpunkten för olyckan och hade 6 186 flygtimmar, varav nästan 5 000 av dessa på just Bombardier CRJ-200. Hans förste styrman Sushant Katuwal var betydligt mindre erfaren, med 1 824 flygtimmar, varav i stort sett samtliga på samma modell.

## Olycka
Flygplanet lyfte från Kathmandu cirka 11:25 lokal tid, 05:25 UTC. Av nitton personer ombord omkom arton, endast kapten Shakya överlevde. Enligt den preliminära rapporten, publicerad den 6 september 2024 av AAIC, Nepals civila luftfartshaverikommision, lyfte planet från bana 02 på Kathmandus flygplats. Referenshastigheterna för start hade kalkylerats till 114 knop för V1 (sista möjligheten att överge startsförsöket), 118 knop för VR (rotationshastighet) och V2 (säker hastighet trots eventuellt motorfel). Redan 58 sekunder efter att planet börjat rulla och bara sekunder efter lyftningen från landningsbanan aktiverades planets "stick-shakers". Flygplanet skevade åt höger, och höger vingspets slog i marken klockan 05:26.10, sjuttio sekunder efter start. Planet studsade sedan vidare ytterligare cirka 285 meter höger om landningsbanan där det stannade och en stor eldsvåda bröt ut.
Enligt den preliminära rapporten berodde olyckan främst på tre faktorer. Flygningen var olaglig och Saurya Airlines hade misslyckats med att överse lastningen och viktkontroll. Bagagemanifest saknades helt. Flygplanet var för tungt för de kalkylerade referenshastigheterna, vilket ledde till en för tidig rotation som i sin tur ledde till att planet stagnerade och tappade lyft nästan omedelbart efter att det lämnat marken. Dessutom var flygningen inte korrekt registrerad och saknade adekvat tillstånd från relevanta myndigheter.
En onormalt hög pitch-up vinkel på 8,6 grader observerades, som antingen kan tolkas som ett baktungt flygplan eller ett desperat men felaktigt agerande av kaptenen att rädda situationen. Enligt manualen är en normal pitch vid lyftning för den aktuella modellen cirka 3 grader.

## Eftermäle

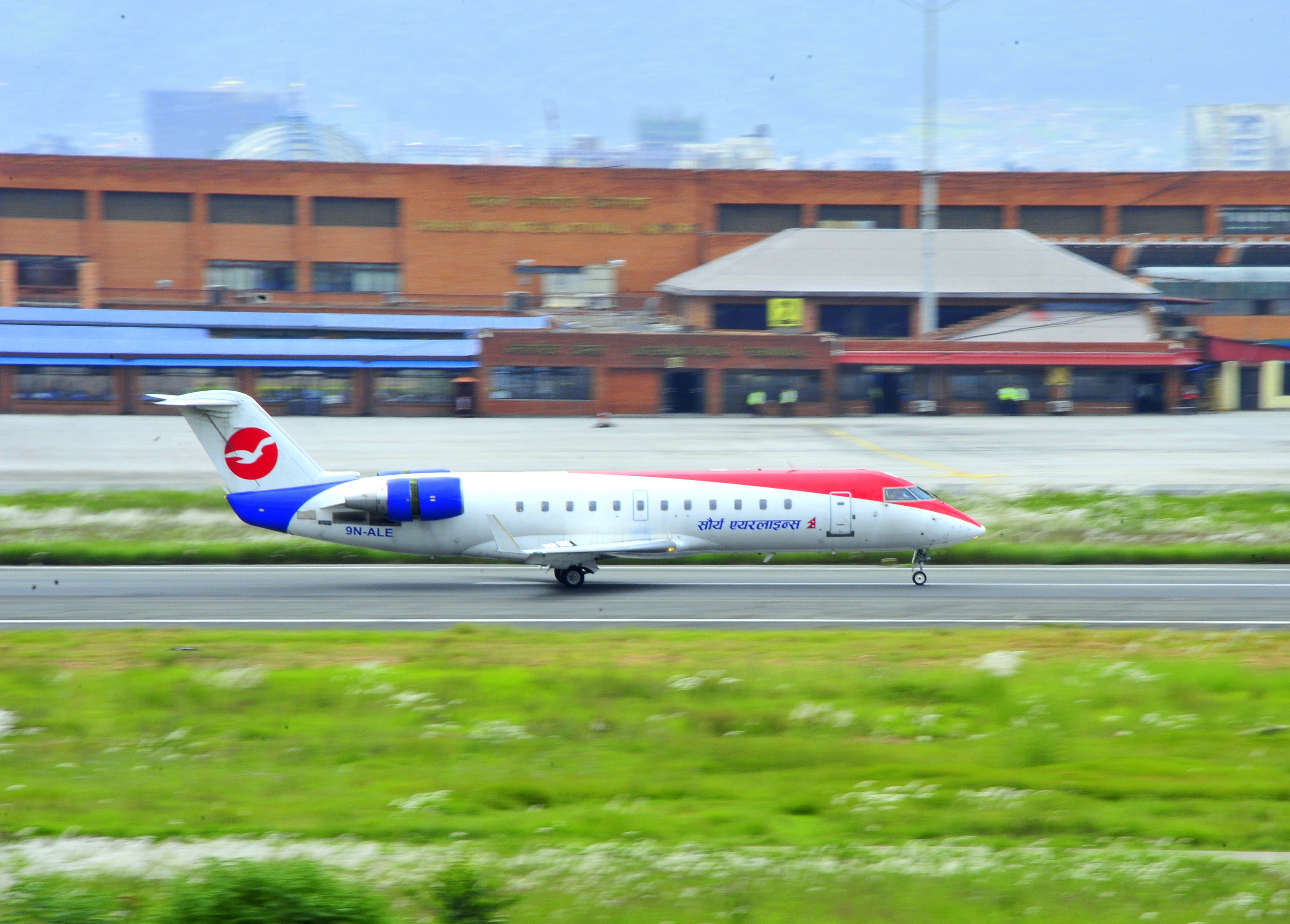
9N-ALE landar på Tribhuvan internationella flygplats.

Efter olyckan avslutade Saurya Airlines tillfälligt sin verksamhet i brist på flygplan och personal. Utöver det förolyckade planet äger bolaget endast ett flygplan ytterligare, en Bombardier CRJ-200 med registrering 9N-ALE.